# Лора-и-Лора, Хосе Эуфемио
Хосе Эуфемио Лора-и-Лора (исп. José Eufemio Lora y Lora; 15 февраля 1885, Чиклайо — 14 декабря 1907, Париж) — перуанский поэт.

## Биография
Рано осиротев, воспитывался своим дядей Хуаном де Диос Лорой-и-Кордеро. Ещё школьником основал журнал La Juventud (с исп. — «Молодость»; 1900—1901), где публиковался под криптонимом JELIL, образованном первыми буквами имени. В 1902 году выпустил в Лиме под этим именем небольшой сборник «Стихи» (исп. Versos). Недолгое время изучал право в университете, затем работал журналистом в перуанских газетах Tiempo и Prensa, в Панаме в газете La Estrella. Далее вместе с дядей основал в Чиклайо газету El Norte, занимал должность директора газеты в Байя-Бланке и т. д. В конце концов в 1907 году перебрался в Париж, где продолжил журналистскую карьеру, публикуя во французской прессе материалы о Латинской Америке, а в испаноязычной — материалы о Франции. Погиб в результате несчастного случая в Парижском метро, на станции Катр-Септамбр. Посмертно в 1908 году в Париже вышел сборник «Благовещение» (исп. Anunciación).
В поэзии испытал заметное влияние Рубена Дарио и Сантоса Чокано.